# رئيس حزب
في السياسة رئيس الحزب هو رئيس مجلس الإدارة لحزب سياسي. طبيعة وأهمية المنصب تختلف من بلد إلى آخر، كما تختلف بين الأحزاب السياسية.
دور رئيس الحزب غالباً ما يختلف تماماً عن دور زعيم الحزب. تتعلق مهام الرئيس عادة بالعضوية في الحزب ككل، وأنشطة تتظيم الحزب. غالبًا ما يلعب الرؤساء دورًا مهمًا في استراتيجيات تجنيد وإبقاء الأعضاء، وفي جمع الأموال في الحملات، وفي إدارة الحزب الداخلية، حيث يمكنهم أن يكونوا عضواً في أو حتى يرأسون مجلس إدارة. غالبا ما يكون لديهم أيضًا تأثير في اختيار المرشحين، وأحيانا في تطوير وإصدار سياسة الحزب. عند وصف المنصب داخل الحزب الديمقراطي الأمريكي، وصفتها ساعة أخبار بي بي أس بأنه "جزء مشجع، جزء جمع التبرعات، جزء منظمة وتجنيد، جزء رسالة عامة".
على مر السنين تغيرت أدوار رئيس الحزب مع إنشاء المرشحين لجان جمع الأموال الخاصة بهم.